# Boliviacris aberrans
Boliviacris aberrans är en insektsart som först beskrevs av Ronderos 1979.  Boliviacris aberrans ingår i släktet Boliviacris och familjen gräshoppor. Inga underarter finns listade i Catalogue of Life.